# 大卫·D·黑尔
大卫·哈勒（英語：David D. Hale，1951年11月22日—2015年10月19日），是美国的经济学家和作家，美国外交关系协会的成员，

## 作品
- 《What's Next: Unconventional Wisdom on the Future of the World Economy》（2011年）